# Pyrilia pyrilia
Il pappagallo testazafferano (Pyrilia pyrilia Bonaparte, 1853) è un uccello della famiglia degli Psittacidi.

## Descrizione
Simile alla P. barrabandi barrabandi, ma con i colori generali più spenti, si differenzia per la colorazione del cappuccio color zafferano, con segni arancio sull'orecchio; gli immaturi hanno la parte superiore del capo e la nuca verdi.

## Distribuzione e habitat
Vive nelle foreste umide fino a 1650 metri di quota nella parte orientale di Panama, nell'ovest e nel nord della Colombia, nel Venezuela occidentale e nel nord dell'Ecuador.